# Goggomobil
A Goggomobil törpeautók sorozata volt, amelyet a Hans Glas GmbH gyártott a bajorországi Dingolfingban 1955 és 1969 között.
A Glas három modellt gyártott a Goggomobil platformon: a Goggomobil T szedánt, a Goggomobil TS coupé-t és a Goggomobil TL furgont. Motorja léghűtéses, kétütemű, kéthengeres, amely eredetileg 250 cm³-es hengerűrtartalmú volt, de később megnövelték 300-asra és 400-asra is. Volt benne egy Getrag által épített elektromos előválasztó sebességváltó és egy kézi tengelykapcsoló. A motor a hátsó kerekek mögött volt. A felfüggesztés mindenütt független volt lengőtengelyes tekercsrugók segítségével.
1955 és 1969 között 214 313 darab szedánt, 66 511 kupét és 3667 Transporter furgont és pickupot gyártottak.

## T szedán

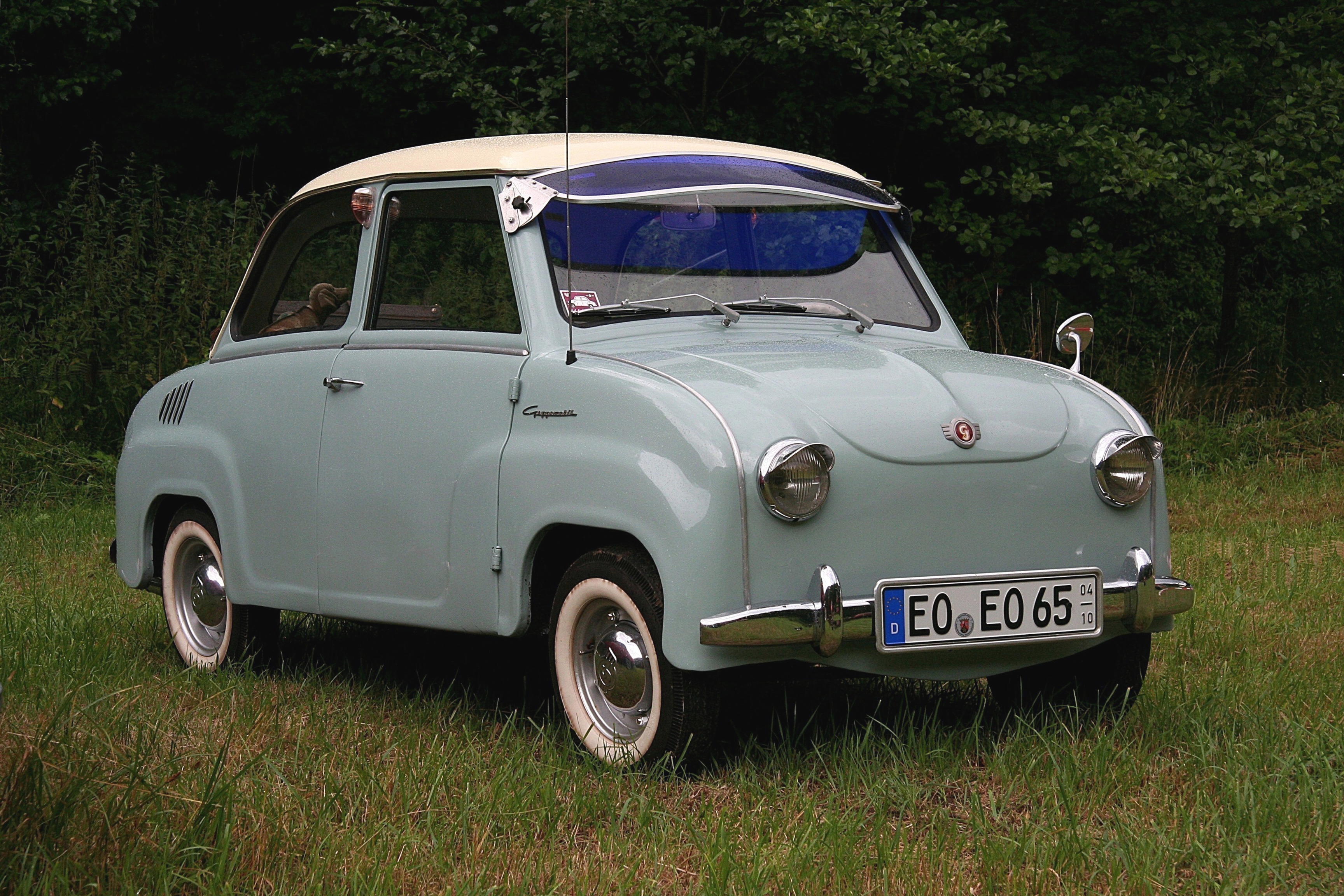
Goggomobil T250 felhúzható ablakokkal

A Goggomobil T250-et Glas az 1954-es IFMA nemzetközi kerékpár- és motorkiállításon mutatta be. A T250 egy hagyományos kinézetű kétajtós szedán volt egy hátsó elhelyezésű 245 cm3-es léghűtéses kétütemű álló ikermotorral.
A T250-en 1957-ben változtatásokat hajtottak végre. A korábbi egyetlen ablaktörlő helyett kettőt használtak, az ajtók tolóablakait pedig felhúzható ablakokra cserélték. Ugyancsak ekkor vált elérhetővé a T300 és a T400; ezekben nagyobb, 300-as, ill. 400-as motorok voltak.
Az utolsó tervezési változás a T szedán esetében 1964-ben történt, amikor a hátsó csuklópántos „öngyilkos ajtókat” hagyományos, első csuklópántos ajtókra cserélték.
214 313 szedán készült a gyártás 1969. június 30-i befejezése előtt 

## TS kupé

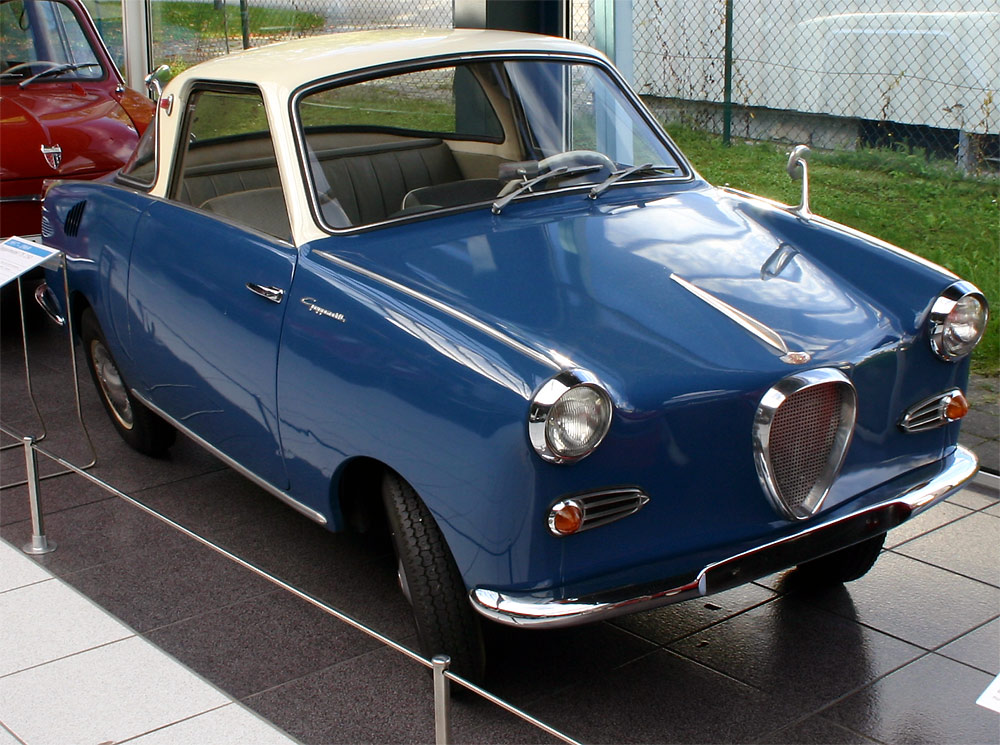
TS 250 Coupe

A Goggomobil TS 2+2 kupét az 1957-es IFMA kiállításon mutatták be a továbbfejlesztett T szedán mellett. TS250, TS300 és TS400 néven volt elérhető, a szám a hozzávetőleges motorméretet tükrözi köbcentiméterben.
Az egyetlen jelentős változás a TS kupéban az volt, hogy 1964-ben a hátsó zsanéros öngyilkos ajtókat a hagyományos első csuklópántos ajtókra cserélték.
A TS kupé mindig tíz-húsz százalékkal drágább volt, mint a T szedán. A TS kupék teljes gyártása 66 511 darab volt. 

### A TS 300 specifikációja
Az 1957-es Goggomobil TS 300 Coupé műszaki adatai a következők:
- Konfiguráció — Glas kétütemű farmotor, 298-as hengerűrtartalommal
- Motor – 2 hengeres, 2 ütemű, léghűtéses, 58 x 56 mm. furat és löket, 6:1 sűrítési aránnyal, 21 kW 5000 ford./percnél, 24 Nm forgatónyomatékkal.
- Sebességváltó – 4 sebesség plusz hátramenet (elektromos előválasztóval, opcionálisan).
- Maximális sebesség – 85 km/h
- Gumiabroncsok – 4,80 x 10 hüvelyk
- Súly – 420 kg
- Magasság – 1200 mm
- Tengelytáv – 1800 mm
- Hossz – 2910 mm
- Szélesség – 1300 mm[1]

A The Motor brit magazin által 1957-ben tesztelt TS300 kupé végsebessége 95,3 km/h volt, és 0-ról 80 km/h-ra 27,9 másodperc alatt gyorsult fel. Üzemanyag-fogyasztása 5,59 l/100 km volt. A tesztautó 625 font sterlingbe került, beleértve a 209 GBP adót a brit piacon.

### A TS 250 specifikációja

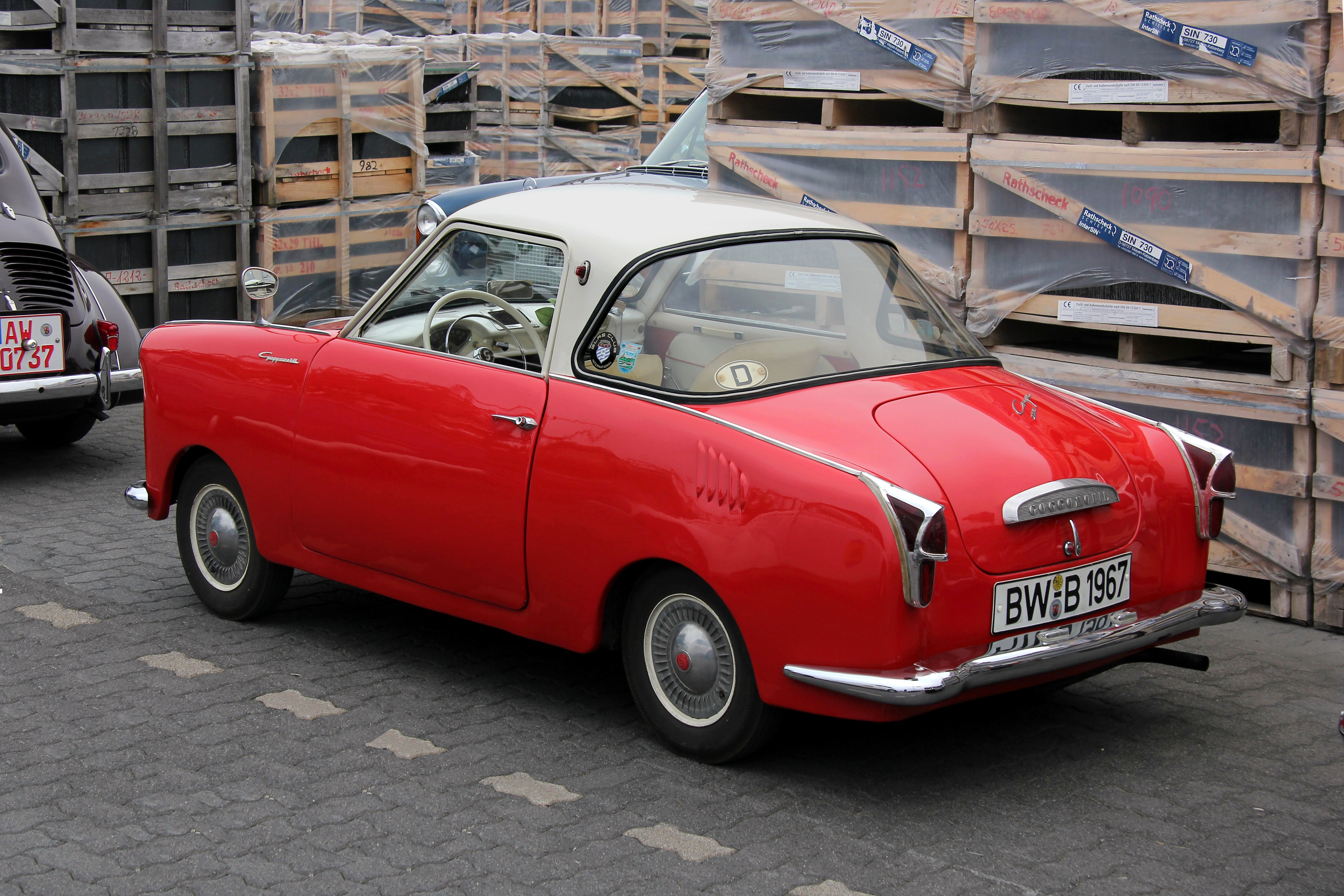
Goggomobil Coupé

Az 1958-as Goggomobil TS 250 Coupé műszaki adatai a következők:
- Konfiguráció — kétütemű Glas farmotor, 247 cm³ hengerűrtartalommal
- Motor – 2 hengeres, 2 ütemű, léghűtéses, 10,1 kW 5000 ford./percnél
- Sebességváltó – 4 sebesség plusz hátramenet
- Maximális sebesség – 75 km/h
- Gumiabroncsok – 4,40 x 10 hüvelyk
- Súly – 415 kg

## Goggomobil Transporter TL furgon

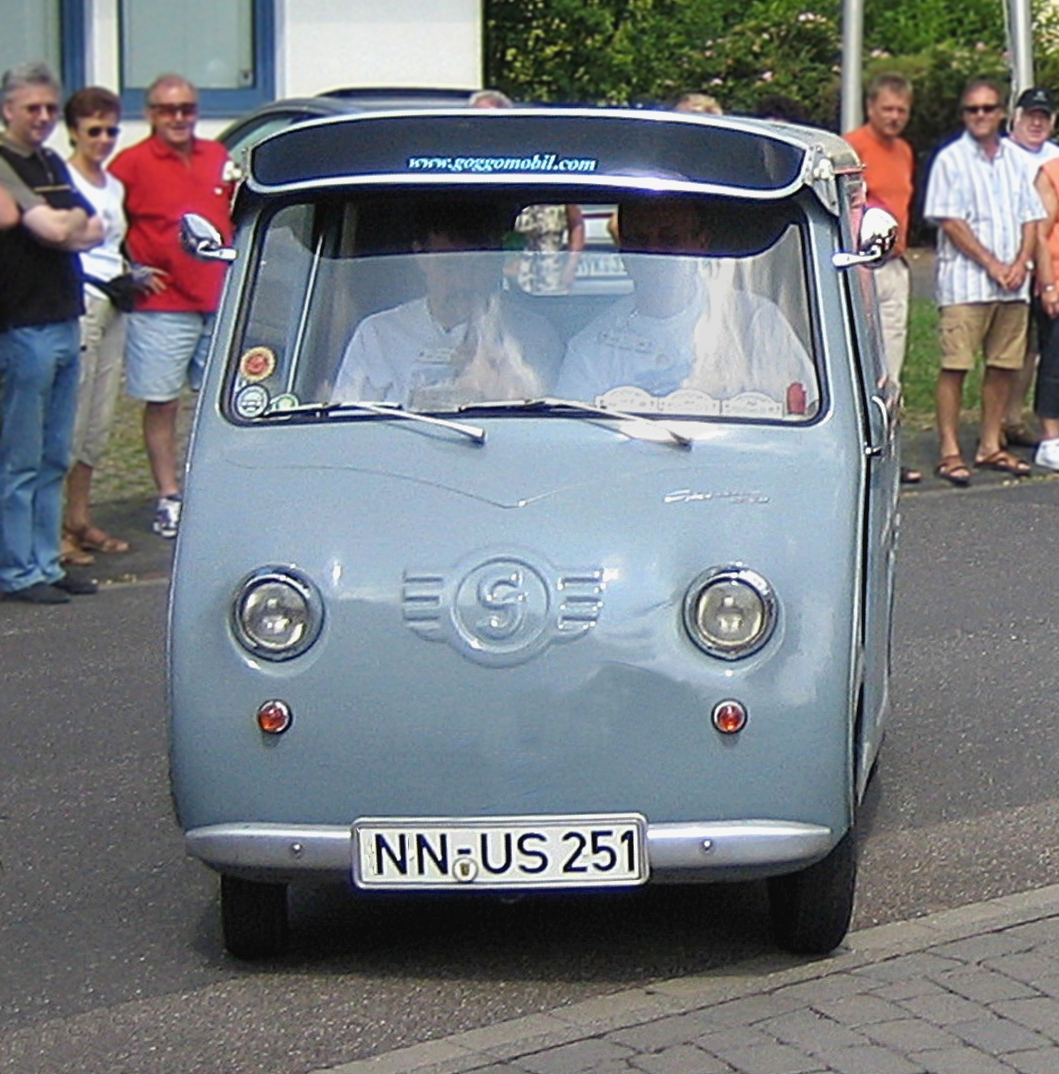
Goggomobil Transporter furgon

A Goggomobil Transporter vagy Goggomobil TL-t az 1956-os IFMA kiállításon mutatták be. A Transporter nagyrészt a Német Szövetségi Postaszolgálat kérésére épült, amely több mint 2000 Transportert szerzett be 1957 októbere és 1965 novembere között.
A Transporternek tolóajtói voltak. Kapható volt zárt kisteherautóként dupla hátsó ajtókkal vagy pickupként, üres csomagtér, ajtóval. A furgonokat gyakran használták az önkormányzati szolgálatok hóekeként vagy utcaseprőként.
3667 Transporter furgont és pickupot gyártottak.

## Amerikai exportja
A Goggomobilokat az Amerikai Egyesült Államokba is exportálták. Ezek speciális exportváltozatok voltak, a 400 cm³ motor, egy automata benzin-olaj keverő és 180 mm-es szimmetrikus tompított fényszórók az Egyesült Államok előírásai szerint.

## Goggomobil Dart

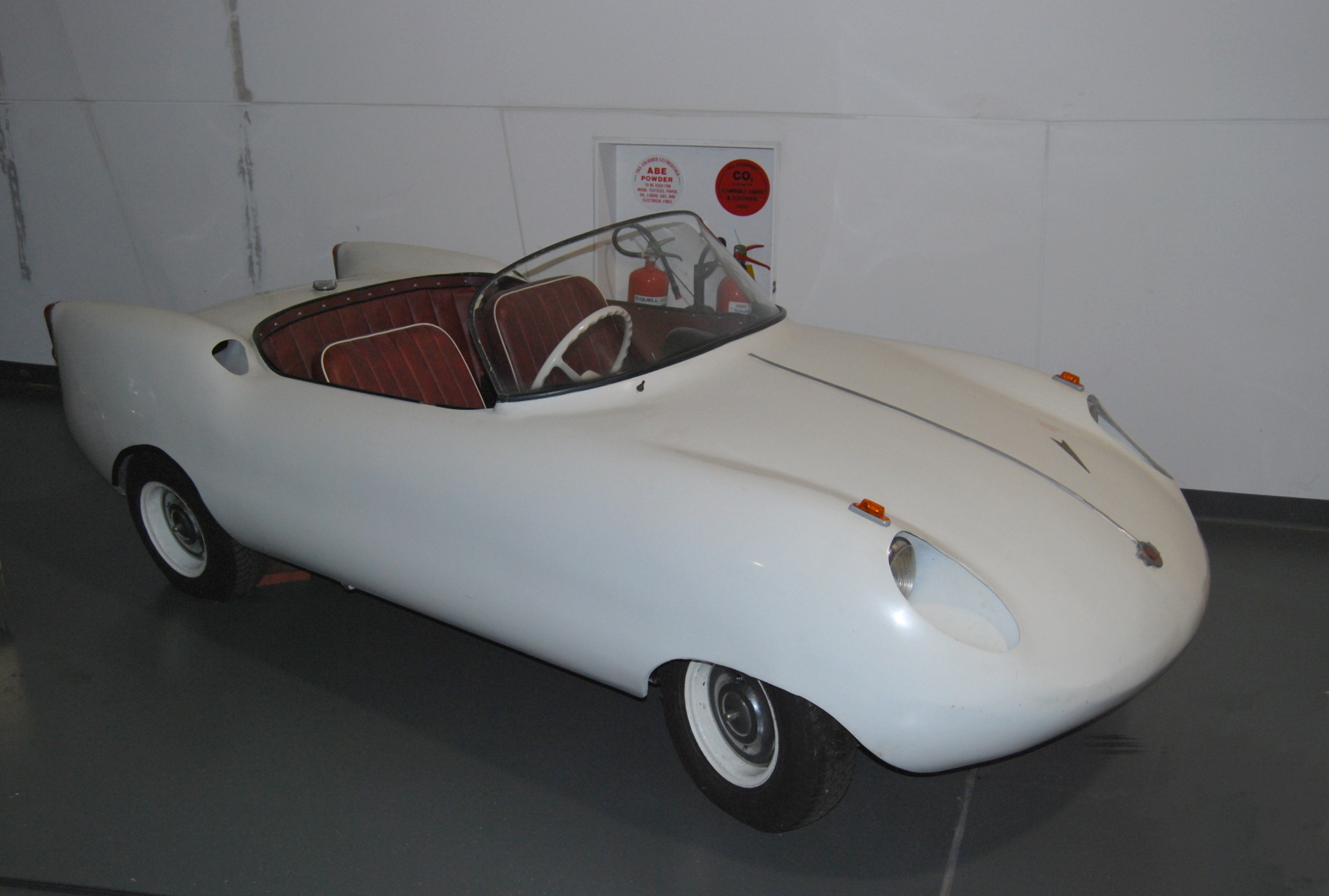
Goggomobil Dart

1957 és 1961 között mintegy 700 Goggomobil Darts nevű sportautót gyártott a Buckle Motors Pty Ltd Sydneyben, Ausztráliában. Licenc alapján más Goggomobil modelleket is gyártottak, beleértve a limuzin, kupé, kupé-kabrió és könnyű furgon változatokat is. Ezeket ausztrál gyártású üvegszálas testekkel szerelték fel német társaik acélteste helyett. Az ausztrál gyártás összesen körülbelül 5000 darabot tett ki. 2019-ben megjelent egy ausztrál dokumentumfilm a Dartról, Karl von Möller " D'art " címmel.

## Fordítás
- Ez a szócikk részben vagy egészben  a   Goggomobil című angol Wikipédia-szócikk ezen változatának fordításán alapul.  Az eredeti cikk szerkesztőit annak laptörténete sorolja fel. Ez a jelzés csupán a megfogalmazás eredetét és a szerzői jogokat jelzi, nem szolgál a cikkben szereplő információk forrásmegjelöléseként.